# Racomitrium lusitanicum
Racomitrium lusitanicum là một loài Rêu trong họ Grimmiaceae. Loài này được Ochyra & Sérgio mô tả khoa học đầu tiên năm 1992.